# 球蒴藓
球蒴藓（学名：Sphaerotheciella sphaerocarpa）为隐蒴藓科球蒴藓属下的一个种。